# العين الذهبية (ضيعة)

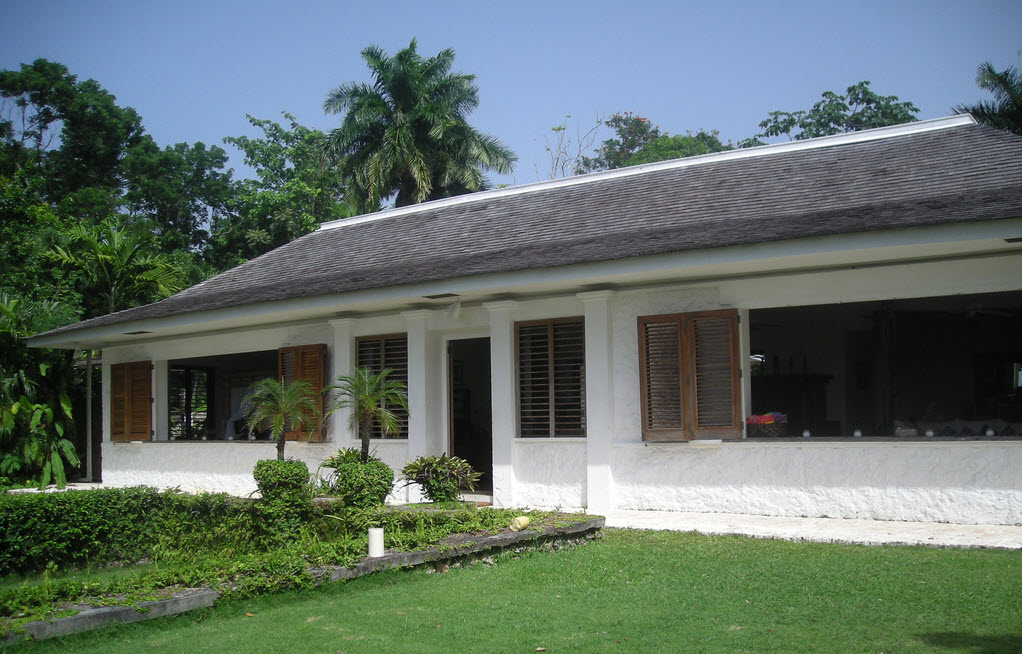

العين الذهبية (بالإنجليزية: Goldeneye)‏ هو الاسم الأصلي لضيعة الروائي إيان فليمنج على خليج أوراكابيسا على الساحل الشمالي لجامايكا. اشترى 15 أكر (61,000 م2) فدانًا بالقرب من مبنى جولدن كلاودز عام 1946 وبنى منزله على حافة جرف يطل على شاطئ خاص. شُيِّد المنزل المكون من ثلاث غرف نوم استنادًا إلى مُخطط فليمنج، وهو مُزود بنوافذ ستائر خشبية وحوض سباحة. كان يتوافد على فليمنج في ضيعته العديد من المُمثلين والمُوسيقيين وصانعي الأفلام. في الوقت الحالي، أصبح المنزل فُندقًا ومُنتجعًا تحت اسم مُنتجع وفندق جولدنأيي، والذي ويتألف من منزل فليمنج الرئيسي والعديد من المنازل الريفية.